# Выборы губернатора Хабаровского края (2018)
Выборы губернатора Хабаровского края прошли в Хабаровском крае в сентябре 2018 года. Первый тур состоялся 9 сентября в единый день голосования одновременно с выборами мэра Хабаровска. Так как в первом туре ни один кандидат не набрал абсолютного большинства голосов, на 23 сентября был назначен второй тур. Во втором туре кандидат от ЛДПР Сергей Фургал опередил действовавшего губернатора, кандидата от «Единой России» Вячеслава Шпорта, набрав 69,57 % голосов избирателей. 
Губернатор Хабаровского края избирается сроком на 5 лет до 2023 года.

## Предшествующие события
С 1991 года по 2009 год Хабаровским краем руководил Виктор Ишаев (в 1991 году был назначен указом президента России, затем избирался в 1996, в 2000 и в 2004, в 2007 году досрочно наделён полномочиями губернатора).
30 апреля 2009 года Виктор Ишаев указом президента Медведева был назначен полпредом президента в Дальневосточном федеральном округе. Исполняющим обязанности губернатора Хабаровского края был назначен Вячеслав Шпорт, ранее занимавший пост заместителя председателя правительства — министра промышленности, транспорта и связи Хабаровского края. Через несколько дней Законодательная дума Хабаровского края утвердила его в должности сроком на 4 года. В декабре 2010 года Хабаровская краевая дума увеличила срок полномочий губернатора с четырёх лет до пяти.
30 апреля 2013 года полномочия Шпорта истекли, однако указом президента России Владимира Путина он был назначен временно исполняющим обязанности главы региона до вступления в должность губернатора, избранного в сентябре 2013 года. Шпорт был избран губернатором на выборах 2013 года, набрав большинство голосов избирателей.

### Назначение выборов
До 2013 года региональные и местные выборы проходили два раза в год — в марте и октябре. Причём оба дня голосования назывались едиными. В течение 2012 года Госдума рассмотрела проект закона о едином дне голосования. Законопроект был принят, а в сентябре 2012 года закон о едином дне голосования со второго раза одобрил Совет Федерации.
В соответствии с принятым проектом закона, все региональные выборы проводятся в один день — второе воскресенье сентября. В 2013 году, таким образом, они проводятся 8 сентября. В этот день будут избраны все органы власти, у которых полномочия заканчиваются в 2013 году. У тех, у кого полномочия заканчиваются до дня голосования, они будут продлены до сентября. Тем, у кого сроки заканчиваются в октябре-декабре, полномочия сократят. В единый день голосования проводятся том числе и досрочные выборы.
Выборы губернатора Хабаровского края назначает Законодательная Дума Хабаровского края. Решение о назначении выборов должно быть принято не ранее чем за 100 дней и не позднее чем за 90 дней до дня голосования, а затем опубликовано в СМИ не позднее чем через пять дней со дня его принятия.

## Процедура выдвижения и регистрации

### Право выдвижения кандидатов
В Хабаровском крае кандидаты выдвигаются только политическими партиями, имеющими в соответствии с федеральными законами право участвовать в выборах. При этом кандидатам не обязательно быть членом какой-либо партии. Самовыдвижение кандидатов невозможно.
Губернатором Хабаровского края может быть избран гражданин Российской Федерации, достигший возраста 30 лет.

### Муниципальный фильтр
Кандидат, претендующий на должность губернатора Хабаровского края, должен собрать в свою пользу не менее 8 % подписей депутатов и глав муниципальных образований. Их в крае в июле насчитывалось 2379 человек. Таким образом необходимо было собрать не менее 191 подписи и не более 200. При этом не менее 28 из них должны быть уровня районов (их в крае 17) и городских округов (их два — Хабаровск и Комсомольск-на-Амуре). Кроме того, подписи должны быть представлены минимум из 15 районов и городских округов.

### Кандидаты
Кандидатов на выборах губернатора Хабаровского края выдвинули 5 партий.
Каждый из кандидатов при регистрации должен представить список из трёх человек, один из которых, в случае избрания кандидата губернатором, станет сенатором в Совете Федерации от правительства региона. Новый порядок формирования Совета Федерации вступил в силу в декабре 2012 года.
| Кандидат           | Должность (на момент выдвижения)                                                          | Партия              | Статус           |
| ------------------ | ----------------------------------------------------------------------------------------- | ------------------- | ---------------- |
| Игорь Глухов       | генеральный директор ООО «Агентство распространения печати „Экспресс“»                    | Справедливая Россия | зарегистрирован  |
| Андрей Петров      | менеджер ООО «Альфаторг»                                                                  | Зелёные             | зарегистрирован  |
| Анастасия Саламаха | индивидуальный предприниматель                                                            | КПРФ                | зарегистрирована |
| Сергей Фургал      | депутат, первый заместитель председателя Комитета Государственной думы по охране здоровья | ЛДПР                | зарегистрирован  |
| Вячеслав Шпорт     | губернатор Хабаровского края                                                              | Единая Россия       | зарегистрирован  |

## Социология

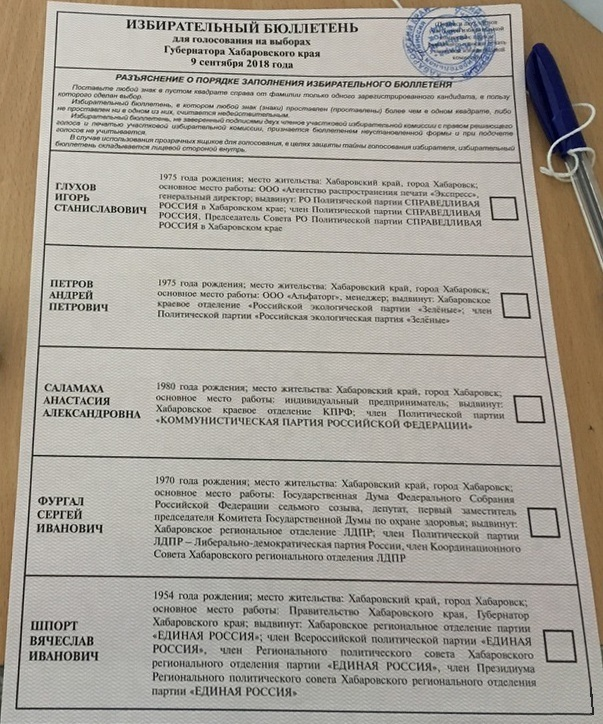
Избирательный бюллетень для голосования на выборах губернатора Хабаровского края 9 сентября 2018 года (первый тур)

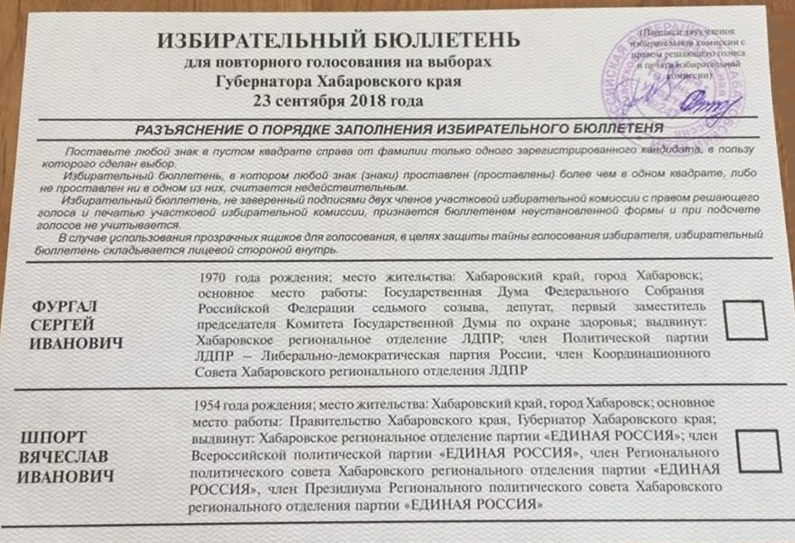
Избирательный бюллетень для голосования на выборах губернатора Хабаровского края 23 сентября 2018 года (второй тур)

| Дата             | Источник   | Шпорт | Фургал | Глухов | Саламаха | Петров | Затрудняюсь ответить |
| ---------------- | ---------- | ----- | ------ | ------ | -------- | ------ | -------------------- |
|                  |            |       |        |        |          |        |                      |
| 9 — 14 июля 2018 | Чёрный Куб | 34 %  | 15 %   | 3 %    | 3 %      | 0,2 %  | 45 %                 |

## Результаты
| Место                                                                                        | Место                                              | Кандидат                                           | Первый тур | Первый тур | Второй тур | Второй тур |
| Место                                                                                        | Место                                              | Кандидат                                           | Голосов    | %          | Голосов    | %          |
| -------------------------------------------------------------------------------------------- | -------------------------------------------------- | -------------------------------------------------- | ---------- | ---------- | ---------- | ---------- |
|                                                                                              | 1.                                                 | Фургал, Сергей Иванович                            | 126 693    | 35,81      | 325 566    | 69,57      |
|                                                                                              | 2.                                                 | Шпорт, Вячеслав Иванович                           | 126 018    | 35,62      | 130 873    | 27,97      |
|                                                                                              | 3.                                                 | Саламаха, Анастасия Александровна                  | 55 695     | 15,74      |            |            |
|                                                                                              | 4.                                                 | Глухов, Игорь Станиславович                        | 19 426     | 5,49       |            |            |
|                                                                                              | 5.                                                 | Петров, Андрей Петрович                            | 13 487     | 3,81       |            |            |
| Число недействительных бюллетеней                                                            | Число недействительных бюллетеней                  | Число недействительных бюллетеней                  | 12 429     | 3,51       | 11 530     | 2,46       |
| Критерий                                                                                     | Критерий                                           | Критерий                                           | Первый тур | Первый тур | Второй тур | Второй тур |
| Критерий                                                                                     | Критерий                                           | Критерий                                           | Количество | %          | Количество | %          |
| Действительные и недействительные бюллетени                                                  |                                                    |                                                    |            |            |            |            |
| Число действительных бюллетеней                                                              | Число действительных бюллетеней                    | Число действительных бюллетеней                    | 341 319    | 96,49      | 456 439    | 97,54      |
| Число недействительных бюллетеней                                                            | Число недействительных бюллетеней                  | Число недействительных бюллетеней                  | 12 429     | 3,51       | 11 530     | 2,46       |
| Принявшие участие в голосовании и число избирателей                                          |                                                    |                                                    |            |            |            |            |
| Число избирателей, принявших участие в голосовании                                           | Число избирателей, принявших участие в голосовании | Число избирателей, принявших участие в голосовании | 353 748    | 100,00     | 467 969    | 100,00     |
| Число включённых в список избирателей                                                        | Число включённых в список избирателей              | Число включённых в список избирателей              | 981 032    | 100,00     | 986 341    | 100,00     |
| Бюллетени                                                                                    |                                                    |                                                    |            |            |            |            |
| Число бюллетеней, выданных на участке                                                        | Число бюллетеней, выданных на участке              | Число бюллетеней, выданных на участке              | 334 610    | 94,50      | 442 638    | 94,51      |
| Число бюллетеней, выданных вне участка                                                       | Число бюллетеней, выданных вне участка             | Число бюллетеней, выданных вне участка             | 17 755     | 5,01       | 23 738     | 5,07       |
| Число бюллетеней, выданных досрочно                                                          | Число бюллетеней, выданных досрочно                | Число бюллетеней, выданных досрочно                | 1719       | 0,49       | 1998       | 0,43       |
| Число выданных бюллетеней                                                                    | Число выданных бюллетеней                          | Число выданных бюллетеней                          | 354 084    | 100,00     | 468 374    | 100,00     |
| Принявшие участие в выборах (явка избирателей) и голосовании (% от общего числа избирателей) |                                                    |                                                    |            |            |            |            |
| Число избирателей, принявших участие в выборах                                               | Число избирателей, принявших участие в выборах     | Число избирателей, принявших участие в выборах     | 354 084    | 36,09      | 468 374    | 47,49      |
| Число избирателей, принявших участие в голосовании                                           | Число избирателей, принявших участие в голосовании | Число избирателей, принявших участие в голосовании | 353 748    | 36,06      | 467 969    | 47,44      |

## Результаты второго тура по районам
| Район                   | Сергей Фургал | Сергей Фургал | Вячеслав Шпорт | Вячеслав Шпорт | Недействительные бюллетени | Недействительные бюллетени |
| Район                   | Голосов       | %             | Голосов        | %              | Кол-во                     | %                          |
| ----------------------- | ------------- | ------------- | -------------- | -------------- | -------------------------- | -------------------------- |
| Амурский                | 13 194        | 67,02         | 5 977          | 30,36          | 517                        | 2,63                       |
| Аяно-Майский            | 615           | 59,94         | 388            | 37,82          | 23                         | 2,24                       |
| Бикинский               | 4516          | 62,97         | 2482           | 34,61          | 174                        | 2,43                       |
| Ванинский               | 8 634         | 75,09         | 2 547          | 22,15          | 317                        | 2,76                       |
| Верхнебуреинский        | 5 773         | 70,38         | 2 252          | 27,45          | 178                        | 2,17                       |
| Вяземский               | 5 966         | 73,29         | 2 008          | 24,67          | 166                        | 2,04                       |
| имени Лазо              | 11 817        | 66,83         | 5 474          | 30,96          | 391                        | 2,26                       |
| имени Полины Осипенко   | 1 414         | 78,42         | 355            | 19,69          | 34                         | 1,89                       |
| Комсомольский           | 5 580         | 43,20         | 6 611          | 51,18          | 727                        | 5,63                       |
| Нанайский               | 4 460         | 68,05         | 1 946          | 29,69          | 148                        | 2,26                       |
| Николаевский            | 6 915         | 65,50         | 3 321          | 31,45          | 322                        | 3,05                       |
| Охотский                | 1 738         | 62,74         | 952            | 34,37          | 80                         | 2,89                       |
| Советско-Гаванский      | 9 759         | 79,45         | 2 267          | 18,46          | 257                        | 2,09                       |
| Солнечный               | 7 222         | 74,12         | 2 229          | 22,88          | 293                        | 3,01                       |
| Тугуро-Чумиканский      | 323           | 31,39         | 688            | 66,86          | 18                         | 1,75                       |
| Ульчский                | 4 861         | 76,35         | 1 386          | 21,77          | 120                        | 1,88                       |
| Хабаровский             | 20 018        | 68,65         | 8 350          | 28,64          | 791                        | 2,71                       |
| г. Комсомольск-на-Амуре | 60 907        | 68,80         | 24 831         | 28,05          | 2 796                      | 3,15                       |
| г. Хабаровск            | 151 854       | 72,77         | 56 809         | 27,22          | 4 178                      | 2,00                       |
| Всего                   | 325 566       | 69,57         | 130 873        | 27,97          | 11 530                     | 2,46                       |